# Paiement différé
Paiement différé (Payment Differed) est un roman policier britannique de C. S. Forester publié en 1926.

## Résumé
William Marble, un employé de banque londonien, a de sérieux problèmes d'argent, étant incapable de contrôler les dépenses de sa femme Annie.
Un soir, de façon impromptue, un jeune neveu rend visite au couple qui réside au sud de Londres. Orphelin et très riche, James Medland, a sur lui une grosse somme d'argent. Incapable de résister à la tentation, Marble prie sa femme d'aller se coucher tôt ce soir-là, lui affirmant qu'il veut parler affaires avec le neveu. Annie donne à son invité le prétexte d'un mal de tête et s'éclipse. Marble verse alors du poison dans le verre du jeune James et enterre le corps dans le jardin sous le couvert de l'obscurité.
Grâce à certaines spéculations sur des devises assez hasardeuses, mais couronnées de succès, William Marble acquiert une fortune considérable. Annie suppose d'abord que son mari a obtenu ou s'est fait prêter de l'argent par James. Quoi qu'il en soit, puisqu'ils peuvent maintenant se le permettre, elle décide qu'ils vont déménager dans une maison plus spacieuse avec un joli jardin. Mais William s'y oppose, car il craint que celui qui occupera les lieux après lui découvre son terrible secret. Peu à peu, Annie saisit la tragique vérité. Incapable de faire payer à son mari le crime qu'il a commis, elle organise sa propre mort de manière que son mari, même innocent, en soit reconnu coupable.

## Critique
Michel Lebrun dans le Dictionnaire des littératures policières estime que « l'étude de la psychose du personnage se double d'un document d'atmosphère sur la vie de la banlieue londonienne qui aurait pu être écrit aujourd'hui. Mais le propre des chefs-d'œuvre est de ne pas vieillir ».

## Éditions françaises
- Nouvelle Revue Critique, coll. « L'Empreinte Police » no 28 (1949)
- Marabout, coll. « Marabout » no 81 (1958)
- réédité sous le titre Fenêtre sur le jardin, Lausanne, La Guilde du livre (1958) ; Paris, Gallimard (1958)[2]

## Adaptations

### Au théâtre
- 1931 : Payment Deferred, pièce en trois actes produite par Gilbert Miller au Lyceum Theatre sur Broadway (New York)[3], avec Charles Laughton dans le rôle de William Marble

### Au cinéma
- 1932 : Payment Deferred, film américain réalisé par Lothar Mendes, avec Charles Laughton et Maureen O'Sullivan

## Source
- Claude Mesplède, Dictionnaire des littératures policières, vol. 2 : J - Z, Nantes, Joseph K, coll. « Temps noir », 2007, 1086 p. (ISBN 978-2-910-68645-1, OCLC 315873361) (notice Paiement différé).